# Первозвановка (Полтавская область)
Первозвановка (укр. Первозванівка) — село,
Новокочубеевский сельский совет,
Чутовский район,
Полтавская область,
Украина.
Код КОАТУУ — 5325482603. Население по переписи 2001 года составляло 391 человек.

## Географическое положение
Село Первозвановка находится на берегу реки Свинковка,
выше по течению примыкает село Подгорное,
ниже по течению примыкает село Новая Кочубеевка.
Рядом проходит железная дорога, станция Кочубеевка в 2,5 км.